# The Wolves Amsterdam

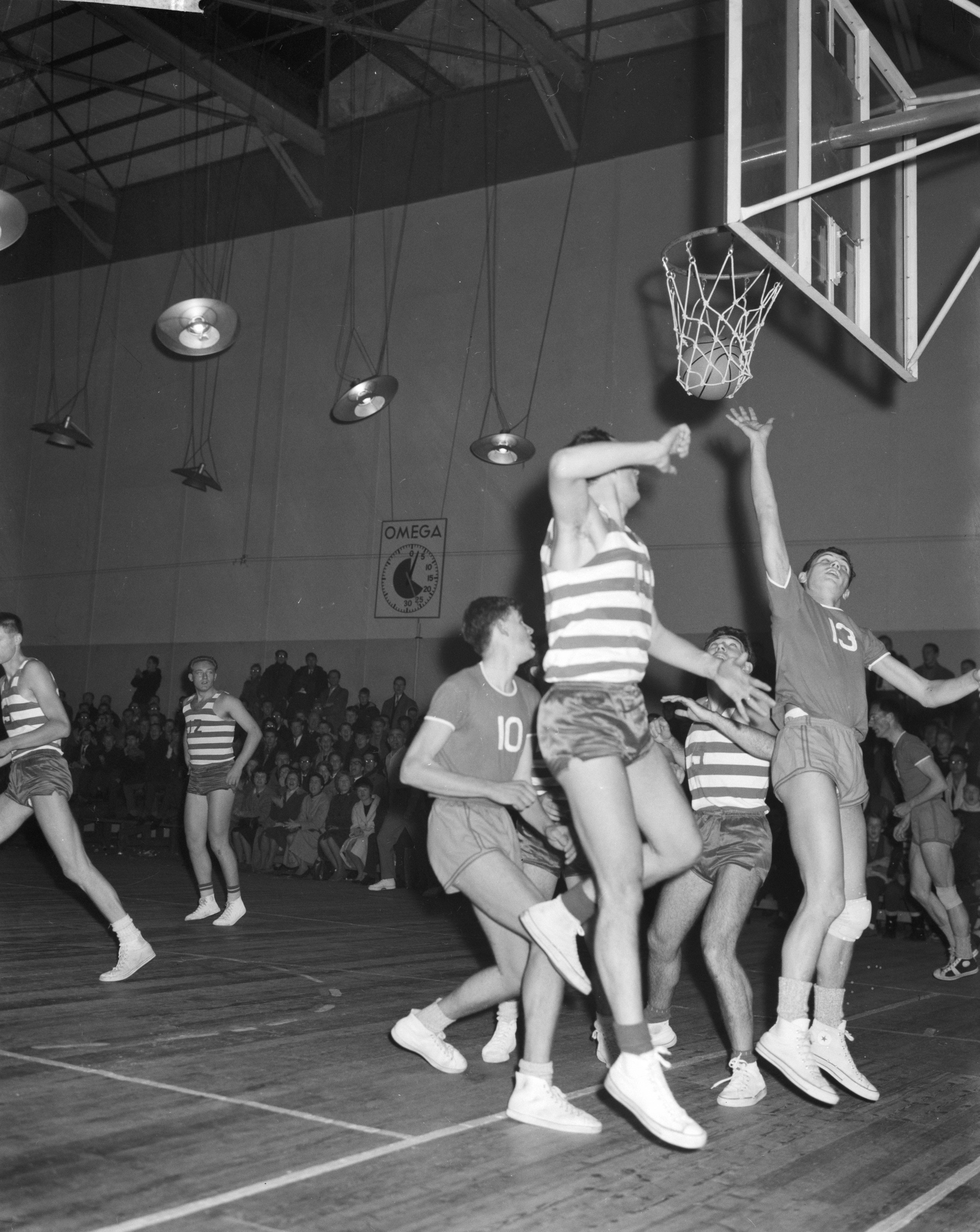
The Wolves tegen Alsace de Bagnolet in 1961

The Wolves Amsterdam was een basketbalclub uit Amsterdam die van 1957 tot 1968 uitkwam in de Eredivisie. De club kwam ook vier seizoenen uit in de Europa Cup I. 
De club won het eerste Nederlands kampioenschap basketbal in 1957. Daarna won het nog vier keer de landstitel.

## Erelijst
- Nederlands kampioen (5x)
1957, 1960, 1961, 1964, 1965

## Bekende (oud)-spelers
- Ton Boot
- Jan de Haan
- Maarten Sleeswijk
- Ruud Welter

## Bekende (oud)-coaches
- Bram Brakel